# La ingrata
«La ingrata» es una canción y el segundo sencillo del segundo álbum de estudio de la banda de Rock Alternativo Café Tacvba, Escrita por Emmanuel del Real. Esta canción fue una de las exitosas del álbum y fue lanzada por la discográfica Warner Music en septiembre de 1994.

## Controversias
En 2017 la banda declaró que nunca más volverían a tocar esta canción en sus conciertos debido a que la letra incitaba fuertemente al feminicidio y al machismo. Tiempo después decidieron volver a tocar la canción, sin miedo a la censura y sin alterar la letra, pero su impacto cultural no ha sido el mismo desde que la banda tomó esta decisión.

## Lista de canciones

### CD - Maxi single[7]
| La ingrata — Single |              |          |  |
| N.º                 | Título       | Duración |  |
| 1.                  | «La ingrata» | 3:31     |  |

## Posiciones en las listas
| Listas (2003)                              | Posición |
| ------------------------------------------ | -------- |
| Estados Unidos Billboard Hot Latin Tracks  | 24       |
| Estados Unidos Billboard Latin Pop Airplay | 19       |